# Luke Kelly

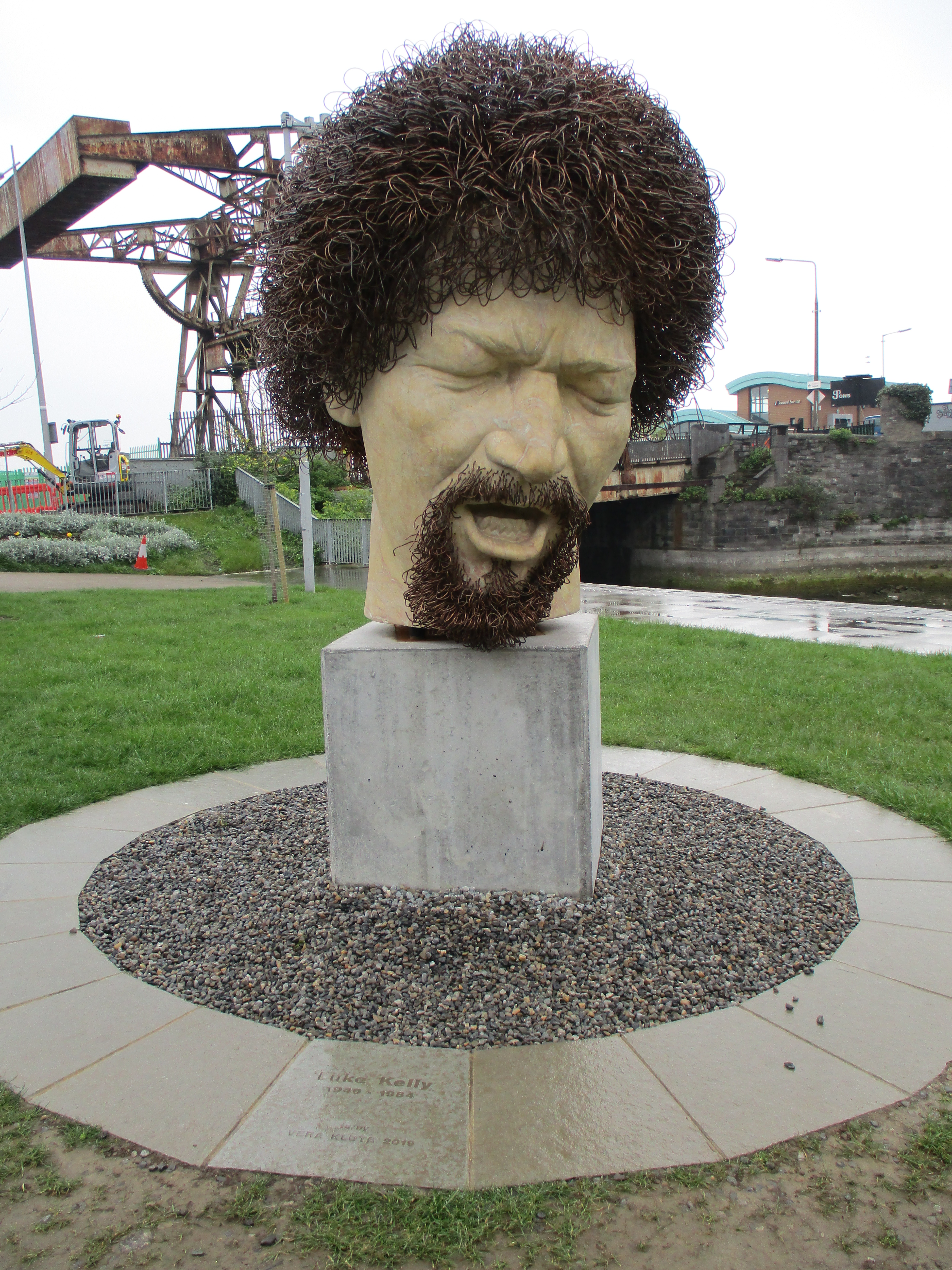
Minnesmärke över Luke Kelly (avtäckt den 30 januari 2019 av Irlands dåvarande president Michael D. Higgins) i Luke Kelly Park vid Royal Canal nära korsningen mellan hans födelsesgata, Sheriff Street, och Guild Street i Dublin. Under 2019-2020 vandaliserades minnesmärket vid flera tillfällen. Samma dag, den 30 januari 2019, avtäcktes även en bronsskulptur vid South King Street.

Luke Kelly (iriska Lúcás Ó Ceallaigh), född 17 november 1940 i Dublin, Irland, död 30 januari 1984 i Dublin, var en irländsk folkmusiker och en av frontfigurerna i det irländska bandet The Dubliners, där han sjöng och spelade banjo. Bandet grundades 1962 av Luke Kelly, Ronnie Drew, Barney McKenna och Ciarán Bourke.
Luke Kelly drabbades i början av 1980-talet av en hjärntumör. Trots detta fortsatte han att turnera med The Dubliners efter att ha opererats. Med tiden blev han allt svagare. Han glömde bort texter och orkade inte slutföra bandets påbörjade turné hösten 1983. Efter ytterligare en operation tillbringade han julen med sin familj, innan han återigen fick läggas in på sjukhus vid årsskiftet. Den 30 januari 1984 dog Luke Kelly, 43 år gammal.